# Сулавесская цивета
Сулавесская цивета (лат. Macrogalidia musschenbroekii) — млекопитающее семейства виверровых, эндемик острова Сулавеси. Обитает в равнинных лесах, нижних и верхних горных лесах, лугах и вблизи ферм.

## Морфология

### Морфометрия
Длина головы и тела: 71 см, хвост: 54 см, вес: 6,1 кг.

### Описание
Окраска верхней части тела от светло-коричнево-каштанового до темно-коричневого. Низ от бурого до белого цвета, с красноватыми грудью. Щеки и пятна выше глаз, как правило, буро-желтые или сероватые. Слабые коричневые пятна и полосы как обычно присутствуют на боках и нижней части спины, на хвосте темно и светло-коричневые кольца. Хвост имеет больше полос, чем Arctogalidia или Paradoxurus. Самки имеют две пары паховых молочных желез.

## Поведение, жизненный цикл
Питается мелкими млекопитающими, фруктами, иногда птицами, сельскохозяйственными животными, а также травами.

## Угрозы и охрана
Потеря и деградация мест обитания является серьезной угрозой, так как Сулавеси имеет один из самых высоких темпов сокращения площади лесов в мире. Встречается на нескольких охраняемых территориях.